# (6010) Lyzenga
(6010) Lyzenga est un astéroïde de la ceinture principale.

## Description
(6010) Lyzenga est un astéroïde de la ceinture principale. Il fut découvert le 19 juillet 1990 à l'observatoire Palomar par Eleanor Francis Helin. Il présente une orbite caractérisée par un demi-grand axe de 2,57 UA, une excentricité de 0,18 et une inclinaison de 12,8° par rapport à l'écliptique.

## Compléments